# Вітренко Данило Родіонович
Данило Родіонович Вітренко (1882–1949) — офіцер російської армії, пізніше служив в армії Української держави (1918), учасник Білого руху.

## Біографія
Народився 26 декабря 1882 года в станиці Боргустанській Терської області. Син особистого дворянина.
Навчався у 2-й житомирській гімназії, Київському університеті (не закінчив) та Костянтинівському артилерійському училищі (1907). 1910 року — поручик 8-го кінно-артилерійського дивізіону.
У 1913 році витримав іспити до Миколаївської академії Генерального штабу, після закінчення якої з початком війни у серпні 1914 року був направлений до діючої армії. Служив у штабі 35-го армійського корпусу. У 1917 році — капітан, в.о. начальника штабу 35 армійського корпусу.
З 1918 перебував у гетьманській армії: помічник начальника оперативного відділу Головного управління Генштабу, 24 вересня 1918 був затверджений у чині військового старшини. Влітку 1918 року формував у Києві для Південної армії 53-й піхотний Волинський полк. Не встигнувши закінчити формування полку, відступив із німецькими військами до Польщі, звідки з кадрами полку на початку листопада 1918 прибув до Пскова.
У Північному корпусі та Північно-Західній армії — командир зведеного загону (Псковський і Волинський полки), у квітні 1919 року був здійснений у полковники, у липні 1919 року — у генерал-майори, у грудні 1919 року — начальник 3-ї піхотної дивізії. Під час осіннього наступу на Петроград його дивізія отримала наказ перерізати Миколаївську залізницю в районі станції Тосно. Однак з незрозумілих причин він цей наказ не виконав, що дозволило червоному командуванню швидко перекинути до Петрограда численні резерви з Росії. Невиконання Вітренком цього наказу вважається однією з основних причин провалу наступу білих під командуванням Юденича на Петроград.
Перебував на еміграції у Польщі. У березні 1927 був заарештований за підозрою в шпигунстві, в 1928 висланий польською владою в СРСР. Деякий час був ув'язнений у Москві. Був звільнений і протягом довгих років мандрував по глухих місцях Сибіру та Далекого Сходу, працював рахівником або обліковцем у радгоспах та ліспромгоспах.
Помер 16 березня 1949 року у Ленінграді.